# APS-H

Размеры матриц в сравнении с малоформатным кадром 24×36 мм

Advanced Photo System type-H (APS-H) — формат сенсора цифровых фотоаппаратов, размер которых составляет 28,1×18,7 мм (соотношение сторон 3:2).
Используется в камерах семейства Canon EOS-1D, Kodak DCS 460, Kodak DCS 560, Kodak DCS 660, Kodak DCS 760, Leica M8, Leica M8.2, Sigma SD Quattro-H.
Объективы, рассчитанные только на формат APS-C, не совместимы с APS-H.